# Мечка (река)
Вижте пояснителната страница за други значения на Мечка.
Мечка е река в Южна България – Област Пловдив, общини Асеновград и Първомай, десен приток на река Марица. Дължината ѝ е 43 km. Отводнява крайните североизточни разклонения на Преспанския дял на Западните Родопи и западната част на Хасковската хълмиста област.
Река Мечка води началото си под името Банска река от 954 m н.в., от северното подножие на връх Самантепе (1133 m) в най-североизточната част на Преспанския дял на Западните Родопи, западно от село Узуново, Община Асеновград. Тече в северна посока като до шосето Асеновград – Кърджали, където напуска планината, долината ѝ е дълбока и залесена. След това навлиза в западната част на Хасковската хълмиста област, като долината ̀ става плитка и се разширява. Преди село Поройна навлиза в Горнотракийската низина и завива на североизток, като в този си участък коритото ѝ навсякъде е коригирано с водозащитни диги. Влива се отдясно в река Марица на 117 m н.в., на 1,8 km североизточно от квартал „Любеново“ на град Първомай.
Площта на водосборния басейн на реката е 278 km2, което представлява 0,52% от водосборния басейн на Марица, а границите на басейна ѝ са следните:
- на изток и югоизток – с водосборния басейн на река Каялийка, десен приток на Марица;
- на запад и северозапад – с водосборния басейн на река Черкезица, десен приток на Марица.

Основни притоци: → ляв приток, ← десен приток
- → Новаковска река
- → Дълбокото дере
- → Чатрачко дере
- → Чинардере (Яворица, най-голям приток)
- → Манафдере

Реката е с дъждовно подхранване, като максимумът е в периода март-май, а минимумът – август-септември.
По течението на реката в Община Първомай са разположени село Поройна и град Първомай.
В Горнотракийската низина водите ѝ се използват за напояване.
По долината на реката преминава участък от 10,5 km (от Първомай до Поройна) от третокласен път № 667 от Държавната пътна мрежа Плодовитово – Първомай – Асеновград.

## Топографска карта
- Лист от карта K-35-63. Мащаб: 1 : 100 000.
- Лист от карта K-35-75. Мащаб: 1 : 100 000.